# Symmachia arion
Symmachia arion är en fjärilsart som beskrevs av Felder 1865. Symmachia arion ingår i släktet Symmachia och familjen Riodinidae. Inga underarter finns listade i Catalogue of Life.